# A song before sunrise
A song before sunrise is een compositie van de Brit Frederick Delius. Het is een romantisch instrumentaal werkje. Het was de opener van het Promsconcert op 19 september 1923, uitgevoerd door het Queen’s Hall Orchestra onder leiding van Henry Wood. Het ligt qua stemming in het verlengde van On hearing the first cuckoo in spring.
Het werk is opgedragen aan medecomponist Philip Heseltine, beter bekend onder zijn pseudoniem Peter Warlock.
Delius schreef A song before sunrise voor
- 2 dwarsfluiten, 1 hobo, 2 klarinetten, 2 fagotten
- 2 hoorns
- violen, altviolen, celli, contrabassen